# La Alberguería de Argañán
La Alberguería es un municipio y localidad española de la provincia de Salamanca, en la comunidad autónoma de Castilla y León. Se integra dentro de la comarca de Ciudad Rodrigo y la subcomarca del Campo de Argañán. Pertenece al partido judicial de Ciudad Rodrigo.
Su término municipal está formado por un solo núcleo de población, ocupa una superficie total de 30,06 km² y según los datos demográficos recogidos en el padrón municipal elaborado por el INE en el año 2017, cuenta con una población de 123 habitantes.

## Símbolos

### Escudo
El escudo heráldico que representa al municipio fue aprobado con el siguiente blasón:

«Escudo partido. Primero de plata con un castillo de gules, donjonado de tres donjones, el del homenaje más alto, almenado, mazonado de sable y aclarado de plata. Segundo, de plata con dos calderas jaqueladas de oro y sable, gringoladas, y puestas en palo; bordura jaquelada de dos órdenes de oro y sable. Timbrado con corona real»

### Bandera
El ayuntamiento no ha adoptado aún una bandera para el municipio.

## Historia

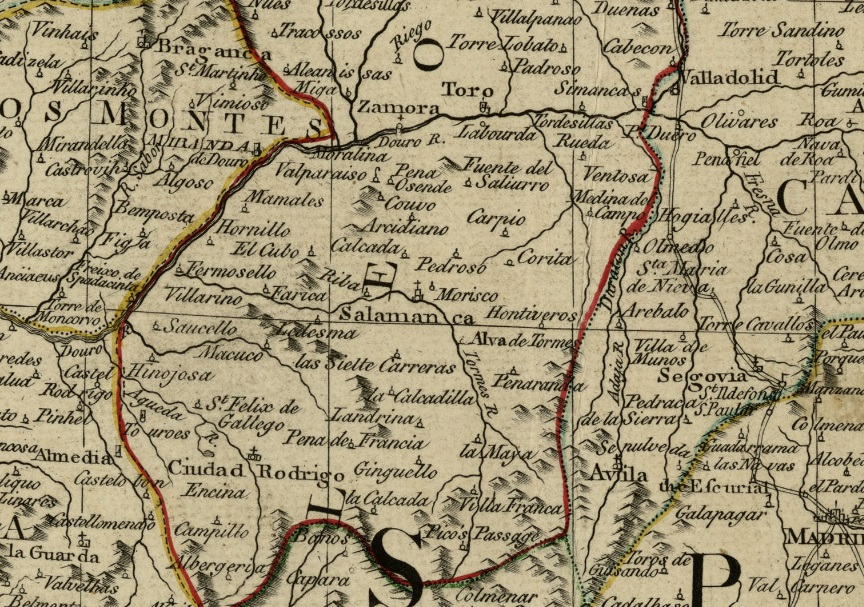
Detalle del mapa A new map of the kingdoms of Spain and Portugal with their principal divisions, publicado en 1794 por Laurie y Whittle, en el que puede observarse La Alberguería de Argañán, escrito como Albergeria.

La fundación de La Alberguería de Argañán se remonta a la repoblación efectuada por los reyes de León en la zona en los siglos XI y XII. Un hecho significativo para Alberguería fue la pérdida del Ribacoa por parte de León en el Tratado de Alcañices (1297) que convirtió en fronteriza la localidad ya que hasta entonces la frontera luso-leonesa se situaba en el río Coa, erigiéndose el castillo para reforzar este punto de la frontera leonesa. Pese a ello en el siglo XII la localidad sufrió el envite de las tropas portuguesas que tomaron el castillo entre 1660 y 1661, año en que fue recuperado por las tropas españolas. Con la creación de las actuales provincias en 1833, La Alberguería de Argañán quedó integrado en la provincia de Salamanca, dentro de la Región Leonesa.

## Geografía humana

### Demografía
Cuenta con una población de 98 habitantes (INE 2024).
| Gráfica de evolución demográfica de La Alberguería de Argañán entre 1842 y 2021                                                                                             |
| |
| Población de derecho según los censos de población del INE Población de hecho según los censos de población del INEEn este censo se denominaba Alberguería de Argañán: 1857 |

Según el Instituto Nacional de Estadística, La Alberguería tenía, a 31 de diciembre de 2018, una población total de 116 habitantes, de los cuales 58 eran hombres y 58 mujeres. Respecto al año 2000, el censo refleja 200 habitantes, de los cuales 103 eran hombres y 97 mujeres. Por lo tanto, la pérdida de población en el municipio para el periodo 2000-2018 ha sido de 84 habitantes, un 42% de descenso.

### Economía
La deuda viva del ayuntamiento de Alberguería de Argañán ascendía a la cantidad de 12 000 euros a fecha 31 de diciembre de 2009, según el informe de deuda viva local del Ministerio de economía y hacienda de España.

## Monumentos y lugares de interés

### Castillo de Alberguería
Fechado en un documento del 16 de agosto de 1474, se estima que fue construido en el siglo XIV con reformas hasta el siglo XVI. En el año 1643, fue atacada la localidad pero no tomado el castillo por Álvaro de Abrantes, gobernador de Beira (Portugal). Fue tomado en 1660 por fuerzas portuguesas (Antonio de Andrade) y recuperado de forma definitiva al año siguiente.
Durante año 1665, junto con otras fortalezas de la raya de Portugal, sufrió importantes desperfectos debido a un violento temporal de lluvias.
Declarado Bien de Interés Cultural en abril de 1949. Estado de conservación ruinoso, se utiliza como dependencias agrícolas.

## Cultura

### Fiestas
La fiesta del pueblo es el día 26 de julio en honor a la patrona Santa Ana. Con ofertorio a la Santa de "Roscones", luego subastados.
El día siguiente es Santa Ana Chica y es el día en el que se celebra las vaquillas.
Todos los días de la fiesta hay una verbena por las noches.

## Administración y política
| Partido político                         | 2019  | 2019  | 2019       | 2015  | 2015  | 2015       | 2011  | 2011  | 2011       | 2007  | 2007  | 2007       | 2003  | 2003  | 2003       |
| Partido político                         | %     | Votos | Concejales | %     | Votos | Concejales | %     | Votos | Concejales | %     | Votos | Concejales | %     | Votos | Concejales |
| Ciudadanos (Cs)                          | 50,56 | 45    | 3          | —     | —     | —          | —     | —     | —          | —     | —     | —          | —     | —     | —          |
| Partido Popular (PP)                     | 47,19 | 42    | 2          | 41,12 | 44    | 1          | 61,32 | 65    | 4          | 47,93 | 58    | 2          | 32,68 | 50    | 1          |
| Partido Socialista Obrero Español (PSOE) | 5,62  | 5     | 0          | 54,21 | 58    | 4          | 37,74 | 40    | 1          | 48,76 | 59    | 3          | 64,05 | 98    | 4          |
| Unión del Pueblo Salmantino (UPSa)       | —     | —     | —          | —     | —     | —          | —     | —     | —          | 2,48  | 3     | 0          | —     | —     | —          |